# Maria Esmeralda
Maria Esmeralda (Belém do Pará, 28 de outubro de 1936) é uma triz brasileira. Desde 1988 participa do Núcleo Carioca de Teatro sob direção de Luiz Arthur Nunes.

## Teatro
- Amar É o Crime Perfeito (2019)
- A Tempestade (2004)
- A Vida Como Ela É (2002)
- Menino de Paixões de Ópera (2000)
- O Correio Sentimental de Nelson Rodrigues (1999)
- Tragédias Cariocas para Rir (1996)
- Cândido, ou o Otimismo (1993)
- A Vida Como Ela É (1991)
- A Maldição do Vale Negro (1988)
- A Rosa Tatuada (1985)
- Os Fuzis da Senhora Carrar (1979-1980)
- Hoje é Dia de Rock (1971)
- A Escada (1963)
- Com a Pulga Atrás da Orelha (1962)
- O Beijo no Asfalto (1961-1962)
- Boca de Ouro (1961-1962)
- Pedro Mico (1961)
- A Gaivota (1959)
- A Pura Ilusão (1959)
- Antoinette ou A Volta do Marquês (1959)
- Nossa Cidade (1959)
- Exposição 1935 ou O Zepelim e o Vovô Valentim (1958)

## Filmografia

### Televisão
| Ano     | Título                | Personagem   | Notas                                          |
| ------- | --------------------- | ------------ | ---------------------------------------------- |
| 2020    | Brasil Imperial       | Dona Maria I | 3 episódios                                    |
| 1970    | Irmãos Coragem        | Jurema       |                                                |
| 1967-68 | Sangue e Areia        | Consuelo     |                                                |
| 1964    | Sonho de Amor         | —            | [ 1 ]                                          |
| 1964    | Vitória               | Guilhermina  |                                                |
| 1963    | Pouco Amor Não É Amor | —            |                                                |
| 1963    | A Morta Sem Espelho   | —            |                                                |
| 1959    | Teatrinho Trol        | —            | Episódio: "João Faz de Tudo"                   |
| 1959    | Teatrinho Trol        | —            | Episódio: "O Mistério da Coroa da Rainha Leoa" |

### Cinema
| Ano  | Título              | Personagem |
| ---- | ------------------- | ---------- |
| 1975 | Perdidos e Malditos | Gisela     |